# Rhodochlora rufaria
Rhodochlora rufaria är en fjärilsart som beskrevs av W. Warren 1909. Rhodochlora rufaria ingår i släktet Rhodochlora och familjen mätare. Inga underarter finns listade.